# 押し出しファイリング
押し出しファイリング（おしだしファイリング）とは、経済学者である野口悠紀雄の提唱する書類の整理法である。超整理法としても知られる。「分類はムダだ」という考えに基づく。方法は、本棚に一定の区画を確保し、書類をひとまとまりごとに日付と内容を書いて角型二号の封筒に入れ、右から左に順に並べる。封筒の上の封部分は切り取る。新しい封筒や、一度取り出した封筒は一番左に置く。言い換えると、ファイルをアクセス時間順にソートする。そうするとよく使うファイルは左の方に集中するようになる。そうすることで、書類管理にかかわる精神的コストと時間的コストが大幅に節約できるとする。グループでの利用ではなく、主に個人での利用を想定している。

## ポケット一つ原則
押し出しファイリングの特徴の一つは「ポケット一つ原則」である。置き場所を一つに限定しておけば、捜し物があるときにそこだけを探せば存在の有無が確定できるメリットがある。

## 時間軸検索
押出ファイリングのもう一つの特徴は時間軸検索である。ファイルをアクセス時間順に時間に従って並べることは2つのメリットがある。
- 使うファイルのほとんどは最近使ったファイルの再利用なので、左側の一部を探すだけですむ。
- いつごろ入れたファイルかはよく覚えているので、「ここよりは古くない」ことは容易に判別でき、その場合はそこよりも左側を再度探索すればよい。

## デジタルデータへの適用
電子媒体のファイルについても、分類はせずにひたすら並べるのがよいとされている。その場合は、順に「時間軸」「拡張子」「ファイル名」「ことば」をキーにすることで管理するのがよいとしている。

## アルゴリズム的な意義
『アルゴリズム思考術：問題解決の最強ツール』（ISBN 4152097175）によれば、押し出しファイリングは最長未使用時間(Least Recently Used (LRU))の原理を発展させたものである。最長未使用時間の原理とは、最近最も使われていないデータを最初に捨てるというキャッシュアルゴリズムの一つである。最長未使用時間の原理では、古いものを最初に捨てるが、新しいものをどこに置くかは決まっていない。『アルゴリズム思考術：問題解決の最強ツール』に紹介されているダニエル・スリーターとロバート・タージャンが発表した論文によると、アイテムを常にリストの先頭に戻せば、探索にかかる時間全体は短縮できるという。